# Cololejeunea tixieriana
Cololejeunea tixieriana là một loài Rêu trong họ Lejeuneaceae. Loài này được M. Dey, D. Singh & D.K. Singh mô tả khoa học đầu tiên năm 2008.